# Кубок бельгійської ліги з футболу
Кубок бельгійської ліги (фр. Coupe de la Ligue Pro; нід. Ligabeker) — колишній бельгійський футбольний турнір, що був створений у 1973 році незабаром після заснування Ліги Про (Ligue Pro), але створення не увінчалося успіхом (провели тільки три сезони) і наступні матчі змагання було зіграно лише у 1985 році. Також кубок розігрувався тричі, з 1998 по 2000 роки під офіційною назвою Nissan Cup через спонсорський контракт із Nissan. В останніх трьох розіграшах, переможець кваліфікувався на Кубок Інтертото, але клуби та бельгійське телебачення не змогли домовитися про суму прав на телевізійну трансляцію матчів, тому змагання більше не проводилося. Також свою роль відіграли низька відвідуваність матчів кубку та відсутність інтересу з боку топ-клубів.
10 грудня 2010 року представники футбольного клубу «Стандард» з Льєжу на обговоренні майбутнього бельгійського футболу запропонували реанімувати Кубок бельгійської ліги, але не були підтримані представниками інших клубів.

## Формат
У турнірі брали участь клуби першого дивізіону та другого дивізіону. Календар ігор формувався за системою осінь-весна. Всі протистояння складалися з одного матчу (тільки півфінали складалися із двох матчів). У разі, якщо після завершення основного ігрового часу не було визначено переможця, назначався додатковий час (2 тайми по 15 хв.). Якщо і він не визначав переможця — назначалася серія пенальті.

## Фінали (1998—2000)
| Сезон   | Переможець      | Рахунок           | Фіналіст         | Стадіон                                                  | Глядачі | Дата                  |
| ------- | --------------- | ----------------- | ---------------- | -------------------------------------------------------- | ------- | --------------------- |
| 1973    | Андерлехт       | 2:0 2:3           | Льєж             | «Стад Велодром де Рекурт», Льєж «Еміль Версе», Андерлехт |         | 05.06.1973 06.06.1973 |
| 1974    | Андерлехт       | 1:0               | Стандард (Льєж)  | «Еміль Версе», Андерлехт «Моріс Дюфрасн», Льєж           |         | 06.08.1974 08.08.1974 |
| 1975    | Стандард (Льєж) | 1:1 3:2           | Андерлехт        | «Моріс Дюфрасн», Льєж «Еміль Версе», Андерлехт           |         | 29.07.1975 12.08.1975 |
| 1986    | Льєж            | 2:0               | Андерлехт        | «Босейлстадіон», Антверпен                               |         | 28.05.1986            |
| 1997-98 | Ломмель         | 2:1               | Жерміналь-Екерен | «Стеделійк Спортстадіон», Ломмель                        | 1,500   | 07.05.1998            |
| 1998-99 | Сінт-Трейден    | 4:3               | Жерміналь-Екерен | «Стаєн», Сінт-Трейден                                    | 3,500   | 13.05.1999            |
| 1999-00 | Андерлехт       | 2:2 д.ч. 5:3 пен. | Мускрон          | «Стад Ле Канонір», Мускрон                               | 6,000   | 30.04.2000            |

## Переможці та фіналісти
| Рік  | Переможець   | Фіналіст         |
| ---- | ------------ | ---------------- |
| 1973 | Андерлехт    | Льєж             |
| 1974 | Андерлехт    | Стандард         |
| 1975 | Стандард     | Андерлехт        |
| 1986 | Льєж         | Андерлехт        |
| 1998 | Ломмел       | Жерміналь-Екерен |
| 1999 | Сінт-Трейден | Жерміналь-Екерен |
| 2000 | Андерлехт    | Мускрон          |